# Euclimacia vespiformis
Euclimacia vespiformis är en insektsart som beskrevs av Okamoto 1910. Euclimacia vespiformis ingår i släktet Euclimacia och familjen fångsländor. Inga underarter finns listade i Catalogue of Life.